# 29. јун
29. јун (29.6.) је 180. дан године по грегоријанском календару (181. у преступној години). До краја године има још 185 дана.

## Догађаји
- 1444 — Скендербег је поразио османску војску у бици код Торвиола.
- 1534 — Жак Картје је постао први Европљанин који је стигао до Острва Принца Едварда.
- 1613 — Лондонско позориште „Глоб“ изгорело у пожару током прве представе Шекспировог комада "Хенри VIII".
- 1807 — Руски адмирал Дмитриј Сењавин је поразио османску флоту у бици код Атоса.
- 1855 — У Лондону изашао први број листа „Дејли телеграф“.
- 1864 — Самјуел Краутер постао бискуп у Нигерији, први црнац бискуп Енглеске цркве.
- 1869 — Намесници малолетног кнеза Милана Обреновића су на Великој уставотворној скупштини усвојили Намеснички устав.
- 1880 — Француска анектирала пацифичко острво Отахеите (Тахити), које је од 1842. било француски протекторат.
- 1882 — У Београду пуштен у рад први савремени водовод који је направљен према пројекту немачког инжењера Оскара Смрекара. Из пет дубоких бунара град је добијао око 65 литара воде у секунди.
- 1921 — У Београду је покушан атентат на регента Александра Карађорђевића, док се враћао из Скупштине у којој је озаконио Видовдански устав. Са скела недовршене зграде Министарства грађевина, на углу Милошеве и Масарикове улице молерски радник Спасоје Стејић Баћо бацио је бомбу на регентову кочију, али је она запела за телефонске жице и експлодирала не погодивши циљ. Стејић је потом осуђен на смрт, али је пресуда преиначена на 20 година робије.[1]
- 1939 — Слетањем авиона „Дикси клипер“ на аеродром у Лисабону обављен је први комерцијални лет из САД у Европу.
- 1941 — Немачке трупе су заузеле Минск, престоницу Белорусије.
- 1949 — Јужна Африка је политику апартхејда прогласила државном доктрином.
- 1974 — Изабела Перон је заменила оболелог мужа Хуана Перона на месту председника Аргентине.
- 1976 — Сејшели су добили независност од Уједињеног Краљевства.
- 1980 — Вигдис Финбогадотир изабрана за председника Исланда. То је било први пут да је за шефа државе у Европи изабрана жена на непосредним изборима.
- 1992 — Војска Републике Српске напустила је сарајевски Аеродром Бутмир након двомесечне опсаде и предале га под контролу мировних трупа УН (УНПРОФОР). Тиме је омогућено достављање хуманитарне помоћи становништву Сарајева.
- 1995 — Више од 500 људи погинуло је у Сеулу када се срушила петоспратна робна кућа.
- 1998 — Бивши градоначелник Вуковара Славко Докмановић, осумњичен за ратне злочине у Хрватској 1992. извршио је самоубиство у затвору у Схевенингену, близу Хага.
- 1999 —
  - Митингом у Чачку, на којем се окупило око 10.000 људи, опозициони блок Савез за промене почео је протесте против режима председника СР Југославије Слободана Милошевића. Протести су се у наредним месецима свакодневно одржавали у великом броју места у Србији, укључујући и Београд.
  - Турска осудила на смрт вођу курдских побуњеника Абдулаха Оџалана.
- 2001 —
  - У Бриселу одржана прва донаторска конференција за СРЈ на којој је Југославији обећана помоћ од једне милијарде и 280 милиона долара.
  - У Бечу су министри иностраних послова СРЈ и четири бивше југословенске републике потписали споразум о сукцесији, чиме је окончан дугогодишњи спор око наслеђа бивше СФРЈ.
  - Премијер СРЈ Зоран Жижић поднео оставку дан након изручења Слободана Милошевића Хашком трибуналу.
  - Генерални секретар Уједињених нација Кофи Анан, поново је изабран на нови петогодишњи мандат у светској организацији.
- 2002 — Лека I, син краља Зога, који је владао Албанијом од 1928. до 1939. вратио се у земљу после 63 године прогонства.
- 2003 — Полагањем заклетве Беатрис Мерино, угледни адвокат без политичког искуства, постала је прва жена премијер у историји Перуа.
- 2004 —
  - Хашки трибунал осудио је бившег лидера Срба у Хрватској Милана Бабића на 13 година затвора, за злочине против човечности над хрватским цивилима у бившој Републици Српској Крајини (РСК) 1991-92. године.
  - На самиту у Бриселу за шефа европске дипломатије изабран је Високи представник Европске уније за спољну политику Хавијер Солана, који ће постати први шеф дипломатије ЕУ када на снагу ступи будући европски устав, након што га ратификује свих 25 земаља чланица Уније.

## Рођења
- 1798 — Ђакомо Леопарди, италијански филозоф, песник, есејиста и филолог. (прем. 1837)[2]
- 1877 — Петар Кочић, српски књижевник и политичар. (прем. 1916)[3]
- 1900 — Антоан де Сент Егзипери, француски књижевник и пилот. (прем. 1944)[4]
- 1922 — Васко Попа, српски песник. (прем. 1991)[5]
- 1925 — Ђорђо Наполитано, италијански политичар, председник Италије (2006—2015). (прем. 2023)
- 1930 — Оријана Фалачи, италијанска новинарка и списатељица. (прем. 2006)[6]
- 1933 — Мирко Шоуц, српски џез музичар, композитор и диригент. (прем. 2023)[7]
- 1944 — Гари Бјуси, амерички глумац.[8]
- 1954 — Жуниор, бразилски фудбалер и фудбалски тренер.[9]
- 1955 — Зорица Брунцлик, српска певачица.[10]
- 1957 — Петер Вилфан, словеначки кошаркаш.[11]
- 1959 — Мирјана Бобић Мојсиловић, српска књижевница, сликарка, новинарка и ТВ водитељка.[12]
- 1959 — Зорица Томић, српска културолошкиња, социолошкиња културе, публицисткиња и колумнисткиња.
- 1962 — Небојша Вучићевић, српски фудбалер и фудбалски тренер. (прем. 2022)[13]
- 1977 — Зулејка Робинсон, енглеска глумица.[14]
- 1978 — Никол Шерзингер, америчка музичарка, глумица и плесачица.[15]
- 1981 — Џо Џонсон, амерички кошаркаш.[16]
- 1982 — Лили Рејб, америчка глумица.[17]
- 1983 — Марина Тадић, српска певачица.[18]
- 1985 — Никола Роквић, српски певач.[19]
- 1987 — Џена Ли, француска музичарка.[20]
- 1988 — Евер Банега, аргентински фудбалер.[21]
- 1988 — Адријан Манарино, француски тенисер.[22]
- 1989 — Колтон Ајверсон, амерички кошаркаш.[23]
- 1991 — Кавај Леонард, амерички кошаркаш.[24]
- 1994 — Камила Мендес, америчка глумица.[25]

## Смрти
- 1895 — Томас Хенри Хаксли, енглески биолог и антрополог, поборник теорије еволуције Чарлса Дарвина. (рођ. 1825)[26]
- 1940 — Паул Кле, немачко-швајцарски сликар, илустратор, акварелиста и графичар. (рођ. 1879)[27]
- 1955 — Макс Пехштајн, немачки сликар и графичар. (рођ. 1881)[28]
- 1995 — Лана Тарнер, америчка глумица. (рођ. 1921)[29]
- 2003 — Кетрин Хепберн, америчка глумица. (рођ. 1907)[30]
- 2004 — Стипе Шувар, југословенски и хрватски политичар и социолог, председник Председништва ЦК СКЈ (1988—1989). (рођ. 1936)
- 2015 — Јозеф Масопуст, чешки фудбалер и фудбалски тренер. (рођ. 1931)[31]
- 2020 — Карл Рајнер, амерички глумац, комичар, редитељ, сценариста, продуцент и писац. (рођ. 1922)[32]

## Празници и дани сећања
- Српска православна црква слави:
  - Светог Тихона, епископа аматунтског
  - Свете мученике Тигрија и Евтропија
- Дан Дунава